# 1. Klasse Danzig-Westpreußen
Die 1. Klasse Danzig-Westpreußen war eine zweitklassige Fußballliga im Sportgau Danzig-Westpreußen in der Zeit des Nationalsozialismus. Sie diente als Unterbau der Gauliga Danzig-Westpreußen, existierte von 1940 bis 1944 und wurde in mehreren Gruppen (Bezirke) ausgespielt. Die Sieger der Bezirke spielten dann in einer Aufstiegsrunde die Aufsteiger zur erstklassigen Gauliga Danzig-Westpreußen aus.

## Geschichte
Nach dem erfolgreichen Überfall auf Polen wurden die Vereine aus Danzig und Umgebung, die bisher im Gau Ostpreußen spielten, mit den neu gegründeten Vereinen aus den völkerrechtswidrig besetzten Gebieten Westpreußens in den Gau Danzig-Westpreußen eingeordnet. Nach einer Übergangsrunde zur Einteilung der Klassen 1940 erfolgte der Spielbetrieb in der zweitklassigen 1. Klasse in der Spielzeit 1940/41 in drei Bezirke. Eine Neueinteilung gab es zur Spielzeit 1942/43, der Gau wurde in mehrere Kreise eingeteilt, für den Spielbetrieb im Fußball wurden die Kreise zu sieben Kreisgruppen zusammengefasst. In der letzten Spielzeit 1944/45 sind nur noch wenige Spiele überliefert, kriegsbedingt wurde der Spielbetrieb spätestens im Januar 1945 eingestellt.

## Spielzeiten der 1. Klasse Danzig-Westpreußen 1940–1944

### 1940/41 – 1941/42
| Saison  | Sieger Bezirk 1 Danzig | Sieger Bezirk 2 Marienwerder               | Sieger Bezirk 3 Bromberg |
| ------- | ---------------------- | ------------------------------------------ | ------------------------ |
| 1940/41 | Post-SG Danzig         | Elbinger SV                                | nicht überliefert        |
| 1941/42 | TV Ohra                | WKG der BSG Ferdinand Schichau GmbH Elbing | Bromberger SG            |
| 1941/42 | LSV Danzig             | WKG der BSG Ferdinand Schichau GmbH Elbing | SV Thorn                 |

### 1942/43 – 1944/45
| Saison  | Sieger Kreisgruppe Bromberg/Thorn | Sieger Kreisgruppe Danzig | Sieger Kreisgruppe Dirschau/Konitz | Sieger Kreisgruppe Elbing | Sieger Kreisgruppe Graudenz/Marienwerder | Sieger Kreisgruppe Marienburg | Sieger Kreisgruppe Zoppot/Gotenhafen |
| ------- | --------------------------------- | ------------------------- | ---------------------------------- | ------------------------- | ---------------------------------------- | ----------------------------- | ------------------------------------ |
| 1942/43 | Reichsbahn SG Bromberg            | Danziger SC               | RSG Preußisch Stargard             | Elbinger SV               | SC Graudenz                              | nicht überliefert             | Post-SG Gotenhafen                   |
| 1943/44 | Post-SG Thorn                     | WKG Kriegsmarine Danzig   | HSV Unteroffiziersschule Mewe      | Elbinger SV               | SC Graudenz                              | nicht überliefert             | WKG Navigationsschule Gotenhafen     |
| 1944/45 | abgebrochen                       | abgebrochen               | abgebrochen                        | abgebrochen               | abgebrochen                              | abgebrochen                   | abgebrochen                          |